# Cordyline angustissima
Cordyline angustissima là một loài thực vật có hoa trong họ Măng tây. Loài này được K.Schum. mô tả khoa học đầu tiên năm 1905.